# Neveklovice

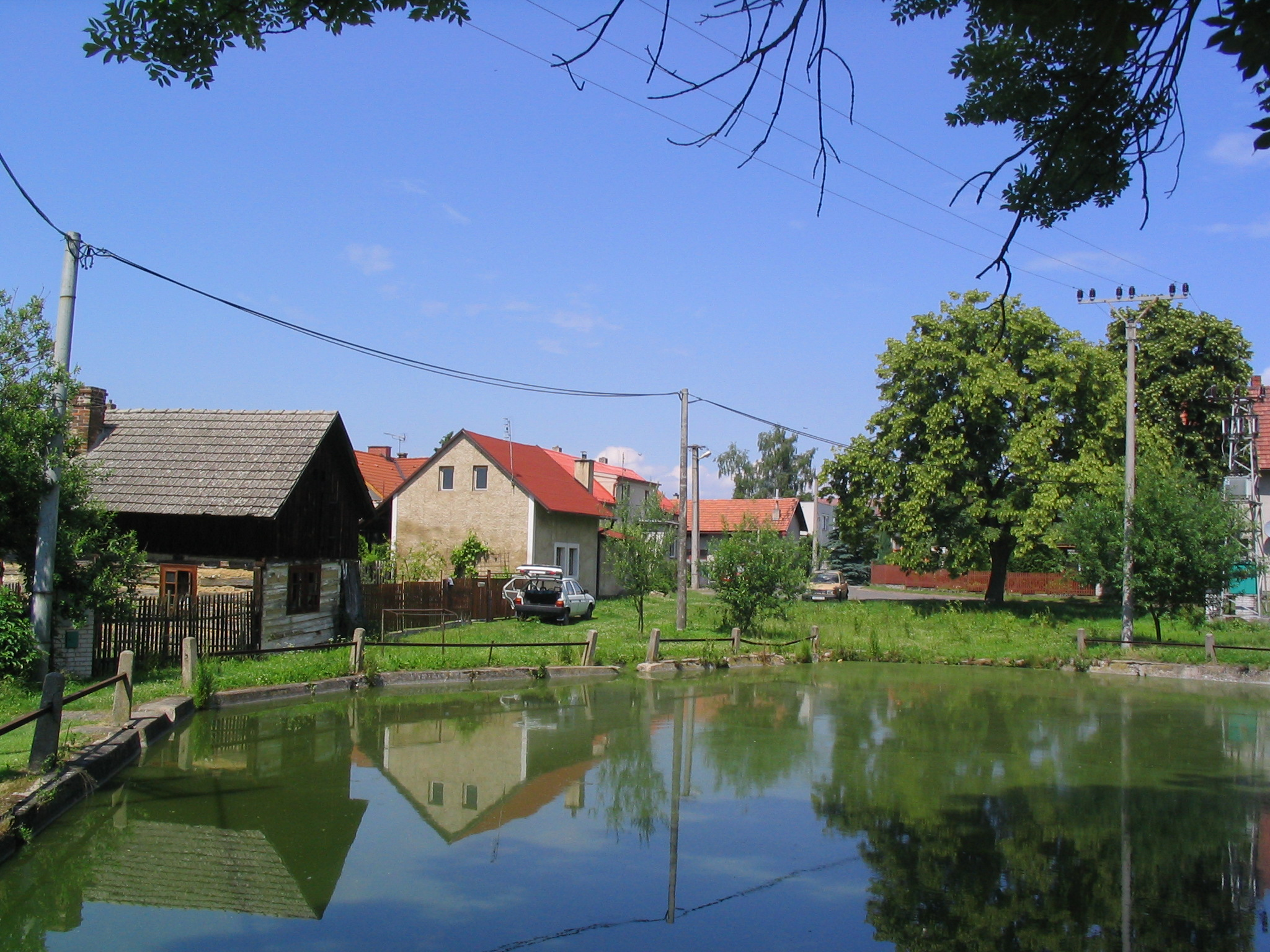
Dorfanger in Neveklovice

Neveklovice (deutsch: Neweklowitz) ist eine Gemeinde im Okres Mladá Boleslav, Tschechien. Mit nur 45 Einwohnern gehört sie zu den kleinsten Gemeinden des okres.

## Geographie
Der Ort liegt auf einer Anhöhe zwischen den Tälern der Zábrdka (Kleiniserbach) und der Malá Mohelka (Kleine Mohelka). Über den langgestreckten Höhenkamm verläuft die Landstraße von Klášter Hradiště nad Jizerou nach Osečná. Nachbarorte sind Mukařov im Westen, Jivina und Mohelnice nad Jizerou im Süden, Chocnějovice im Osten und Strážiště im Norden.

## Geschichte
Neveklovice gehörte im Mittelalter zum Pfarrbezirk Mukařov, dessen Siedlungen erst spät, nach dem 12. Jahrhundert, die Zisterziensermönche des Klosters Hradiště angelegt hatten. Der Ortsname selbst ist erstmals im Jahr 1400 überliefert. In der Neuzeit war das Dorf Teil der Gemeinde Jivina. Seit 1920 ist es selbständig.
Die Volkszählung 2001 wies Neveklovice als reines Wohn- und Freizeitgebiet aus. 100 % der ansässigen erwerbstätigen Bevölkerung arbeitete außerhalb der Gemeinde. Über 60 % aller Wohngebäude wurden als saisonal bewohnte Ferienhäuser genutzt.

## Sehenswürdigkeiten
- Auf dem Dorfplatz befindet sich eine kleine Kapelle und eine Gruppe von zwei geschützten Linden.